# کنز العرفان فی فقه القرآن
کنز العرفان فی فقه القرآن (به عربی: کنزُ الْعِرْفان فی فِقْه القُرْآن) کتابی در موضوع آیات الاحکام یا آیات فقهی موجود در قرآن است. این کتاب اثر فقیه شیعی مقداد بن عبدالله سیوری حلی (متوفای ۸۲۶ق) معروف به فاضل مقداد می‌باشد.

## خصوصیات کتاب
این کتاب از قدیمی‌ترین کتب با موضوع آیات الاحکام در فقه شیعی است. همچنین در این کتاب بیش از هر منبع دیگر به آیات قرآن استناد دارد و نوعی تفسیر قرآن به قرآن در قرن نهم محسوب می‌شود. در این کتاب از روایات تنها به عنوان تأیید و شاهد استفاده شده‌است. در این کتاب شاهد نوعی فقه تطبیقی و مقارنه‌ای خواهیم بود که امروزه در بین فقهای اسلامی مورد توجه است. در این کتاب به ۴۴۶ آیه فقهی پرداخته شده و حدود ۵۰ آیه دیگر نیز در لابلای بحث‌های موجود در کتاب تفسیر شده‌اند. فاضل مقداد دربارهٔ تعداد این آیات می‌نویسد: «در میان علما مشهور است که تعداد آیات احکام حدود پانصد آیه است؛ ولی من در کتاب کنزالعرفان تمام آیات را آورده و تکراری‌ها را حذف کرده‌ام و تعداد آنها به پانصد آیه نمی‌رسد.» این کتاب در حوزه آیات الاحکام، نسبت به کتابی همچون زبدة البیان، گستردگی و کثرت عنوان‌های بیشتری دارد. همچنین این اثر یکی از مهم‌ترین آثار منتشر شده در موضوع آیات الاحکام محسوب می‌شود که کاظم مدیر شانه‌چی در توصیف این کتاب می‌نویسد: «مطالب کتب آیات الاحکام امامیه کم و بیش مشابه و یکسان است، منتها بعضی کتب از لحاظ تبویب و ترتیب مطالب مناسب‌تر هستند که شاید کتاب کنزالعرفان فاضل مقداد این چنین باشد؛ لذا کنزالعرفان منبع و مرجع بیشتر نویسندگان بعدی امامیه بوده است و به همین لحاظ نسخ دست‌نویس آن بسیار است.» آنچه این کتاب را می‌تواند نسبت به سایر کتب آیات الاحکام ممتاز نماید، مواردی مختلفی هستند که فهرست‌وار عبارتند از:
- تعداد آیات احکام
- بررسی فقهی مقارن
- بررسی فقهی همه آیات الاحکام
- تفسیر قرآن با قرآن
- تفسیر قرآن با روایات
- رویکرد فقهی در بررسی آیات الاحکام
- بحث همه جانبه در ذیل آیات قرآن کریم
- بیان معنای لغوی و شرعی هر کتاب و باب

## نویسنده
فاضل مقداد، از فقهای شیعه در قرن هشتم است که از شاگردان برجسته شهید اول محسوب می‌شود. فقها و دانشمندان بزرگ اسلام از وی به بزرگی و فضل یاد کرده و او را متکلم و فقیهی بزرگ دانسته‌اند. وی در دانش کلام، فقه، اصول، معانی و بیان، قرآن، حدیث و منطق دست داشته و دارای تألیفات فراوانی است که نزد دانشمندان شیعه و سنی شهرتی فراوان دارد. فاضل مقداد تحصیلات مقدماتی علوم اسلامی را در شهرهای حله و بغداد به پایان رساند و برای ادامه تحصیل، به نجف رفت و تحصیلات عالی فقه و اصول و کلام را در آن حوزه دنبال نمود. کتاب شرح باب حادی عشر علامه حلی، از آثار مهم وی در کلام و کتاب کنزالعرفان وی، یکی از آثار مهم او در آیات الاحکام بوده‌است.

## نشر و ترجمه
از کتاب کنزالعرفان، حدود ۳۵ نسخه خطی شناسایی شده‌است و اولین نسخه چاپی این کتاب، در سال ۱۳۱۳ ه.ق در تهران به خط محمد بن حسن جرفاذقانی به صورت سنگی و وزیری به چاپ رسید. چاپ دیگری از این کتاب با مشخصات قبلی با حاشیه تفسیر منسوب به حسن عسکری منتشر شد. پس از آن در سال ۱۳۸۴ ه.ق در دو جلد در تهران منتشر شد. این چاپ با تعلیق محمدباقر شریف‌زاده و تصحیح و اخراج محمدباقر بهبودی منتشر شد.

### ترجمه
این کتاب بارها مورد توجه ناشران قرار گرفته‌است و به ترجمه فارسی نیز رسیده‌است. از جمله ترجمه‌های فارسی این کتاب، ترجمه عبدالرحیم عقیقی بخشایشی است. از دیگر ترجمه‌های دیگر این اثر، ترجمه عباس زراعت است که این تفسیر را در دو جلد، شرح و ترجمه نموده است. این اثر توسط انتشارات اندیشه‌های حقوقی منتشر گردیده است.

## جوایز و امتیازات
این اثر با ترجمه عباس زراعت که سرپرستی دانشگاه کاشان را در حوزه دین عهده‌دار است، در همایش خادمان فرهنگ مکتوب استان اصفهان، برنده لوح سپاس و جایزه ویژه استانداری اصفهان را دریافت کرد. وی درباره اهمیت این اثر گفته است که این کتاب درسی در دوره‌های دکترا و کارشناسی ارشد رشته‌های حقوق و فلسفه تدریس می‌شود.